# Pyskowice
Pyskowice é um município da Polônia, na voivodia da Silésia e no condado de Gliwice. Estende-se por uma área de 30,89 km², com 16 717 habitantes, segundo os censos de 2018, com uma densidade de 596,2 hab/km².